# NGC 1128-2
NGC 1128-2 is een elliptisch sterrenstelsel in het sterrenbeeld Walvis. Het sterrenstelsel bevindt zich dicht bij NGC 1128-1. Beide stelsels zijn geassocieerd met de radiobron 3C 75.

## Synoniemen
- PGC 11188
- MCG 1-8-27
- A 0255+05
- ZWG 415.41
- 3ZW 52
- DRCG 9-42
- 3C 75A
- KCPG 84B